# Аллотей, Боб
Боб Аллотей (англ. Bob Allotey; род. 6 июля 1943) — ганский боксёр выступавший в наилегчайшей и легчайшей весовых категориях. Чемпион Ганы в наилегчайшем весе, чемпион Испании в легчайшем весе и претендент на титул чемпиона Австралии в легчайшем весе, чемпион Европы по версии EBU в легчайшем весе.

## Карьера
Боб Аллотей дебютировал на профессиональном ринге 30 марта 1957 года нокаутировав Санди Баллью (англ. Sandy Ballow). 3 ноября 1957 года провёл свой второй профессиональный поединок против Билли Венха (англ. Billy Wench), на кону стоял титул чемпиона Ганы в наилегчайшем весе, бой завершился победой Аллотея по очкам. 1 января 1960 года Боб нокаутировал Принца Таго (англ. Prince Tagoe) и защитил свой титул чемпиона Ганы в полулёгком весе. 17 января 1964 года потерпел первое поражение в профессиональной карьере от Рэя Переса, до этого Боб Аллотей провёл 31 поединок в которых одержал победу, в 30 из них победа была одержана нокаутом. 
24 июля 1964 года оспаривал титул чемпиона Австралии в бою против Ноэля Кунде (англ. Noel Kunde), бой завершился поражением по очкам для Аллотея. 21 ноября 1971 года Боб провёл свой первый поединок за титул чемпиона Испании в легчайшем весе против Дианисио Бисбаля (исп. Dionisio Bisbal), но был дисквалифицирован и проиграл бой. 28 апреля 1973 года завоевал титул чемпиона Испании в легчайшем весе в поединке с Антонио Тенсы (исп. Antonio Tenza). 
4 октября 1974 года состоялся поединок между Бобом Аллотеем и Ги Кодроном (фр. Guy Caudron) за вакантный титул чемпиона Европы в легчайшем весе по версии EBU. 9 февраля 1975 года техническим нокаутом проиграл Даниэлю Триулеру титул чемпиона Европы, после чего завершил карьеру. Всего за свою спортивную карьеру Боб Аллотей провёл 105 боев, 67 выиграл (47 досрочно), 25 боев проиграл (3 досрочно) и 13 поединков завершились ничьей.